# Gran Enciclopèdia Catalana

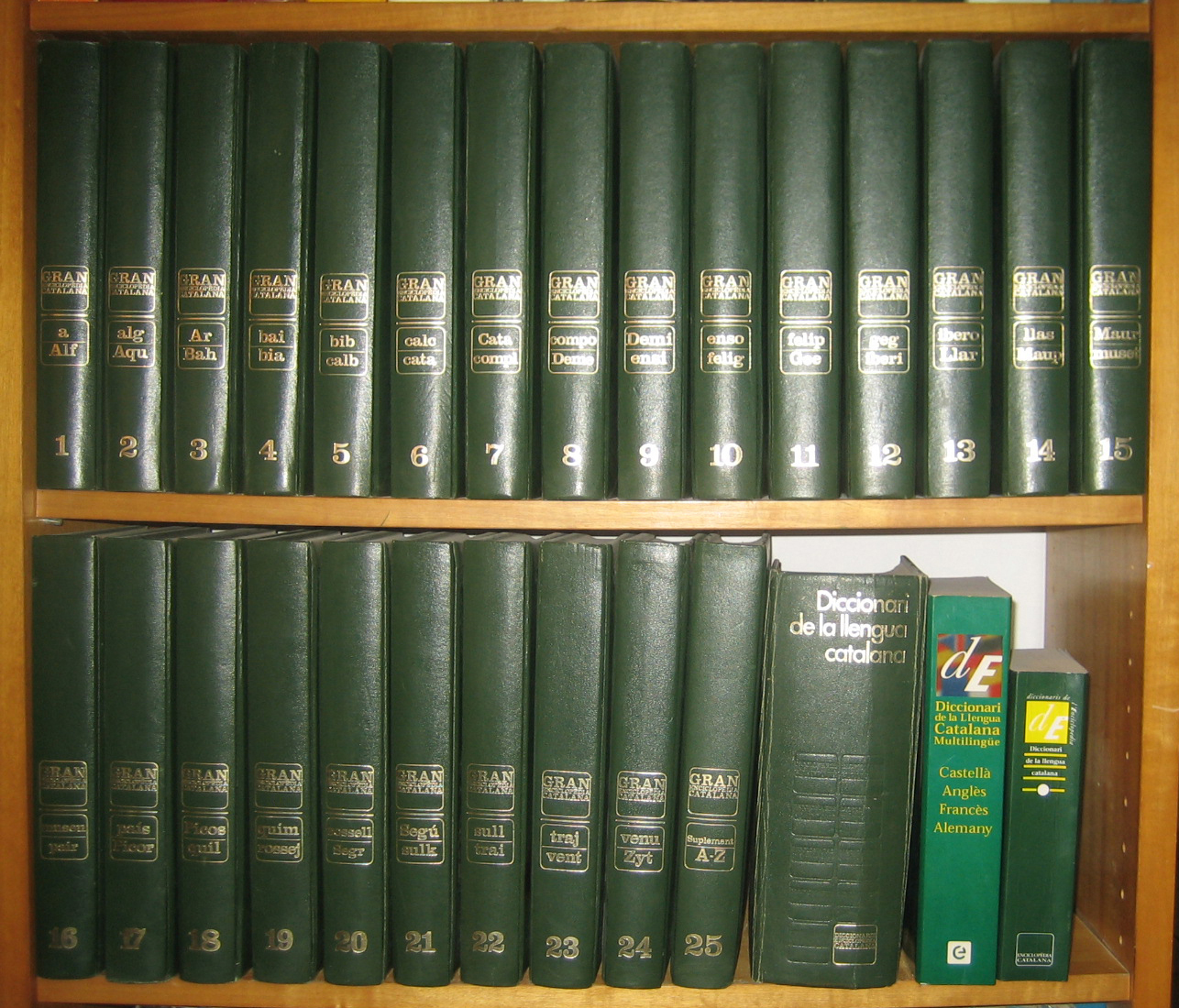
I volumi della Gran Enciclopèdia Catalana, Il dizionario di lingua Catalana e il dizionario multilingue

La Gran Enciclopèdia Catalana (GEC) è un'enciclopedia generale scritta in lingua catalana. Raccoglie in ordine alfabetico voci storiche, geografiche, culturali e scientifiche oltreché contenuti specifici dell'ambito catalano, spesso con informazioni di prima mano.
All'interno dell'enciclopedia c'è un ampio dizionario di lessico che è stato rivisto nella prima edizione dell'opera di Ramon Aramon e Serra.
Sono state pubblicate, poi, altre edizioni e con volumi d'appendice e un'edizione digitale. Nel 1991 ha ricevuto la Croce di San Giorgio.
È pubblicata dal gruppo Grup Enciclopèdia Catalana, di proprietà della Fundació Enciclopèdia Catalana.

## Edizioni e ristampe
- 1ª edizione: luglio 1969
- 2ª edizione: giugno 1986
- 1° ristampa: aprile 1988
- 2° ristampa: marzo 1989
- 3° ristampa: giugno 1990
- 4° ristampa (aggiornata): febbraio 1992
- 5° ristampa: settembre 1992
- 6° ristampa (aggiornata): ottobre 1993
- 7° ristampa (aggiornata): luglio 1994
- 8° ristampa (aggiornata): gennaio 1995
- 9° ristampa (aggiornata): gennaio 1996
- 10° ristampa (aggiornata): maggio 1998
- 11° ristampa (aggiornata): ottobre 2000.[1]